# Hitzkirch
Hitzkirch är en ort och kommun i distriktet Hochdorf i kantonen Luzern, Schweiz. Kommunen har 6 030 invånare (2023).
Den 1 januari 2009 inkorporerades kommunerna Gelfingen, Hämikon, Mosen, Müswangen, Retschwil och Sulz in i Hitzkirch och den 1 januari 2021 inkorporerades kommunen Altwis.
I kommunen ligger den norra delen av sjön Baldeggersee.